# Live Tracks
Live Tracks är ett livealbum av punkrockbandet Green Day från 1994. Låtarna är från bandets spelning i Jannus Landing, St. Petersburg i Florida.

## Låtlista
Alla texter är skrivna av Billie Joe Armstrong och all musik av Green Day.
1. Welcome to Paradise (3:33)
2. One of My Lies (2:21)
3. Chump (2:32)
4. Longview (3:33)
5. Burnout (2:24)
6. 2000 Light Years Away (2:26)